# Baie-Verte (Nouveau-Brunswick)
Cet article possède un paronyme, voir Baie Verte.

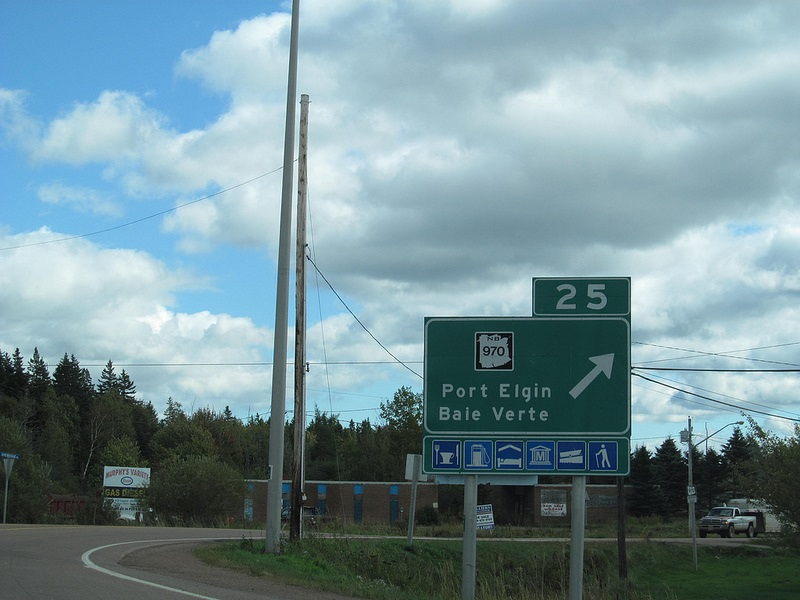
Panneau routier sur la Route 16 indiquant l'accès à Baie-Verte et Port Elgin.

Baie-Verte est un village du comté de Westmorland, au sud-est de la province canadienne du Nouveau-Brunswick. Le village a le statut de DSL. Dans le cadre de la réforme de la gouvernance locale du 1er janvier 2023, le DSL a été annexé à la nouvelle communauté rurale de Strait Shores.

## Toponymie
Baie-Verte est nommé d'après sa position sur la baie éponyme, qui tire son nom des herbes poussant dans l'eau salée, donnant l'impression d'une vaste prairie durant l'été.

## Géographie
Baie-Verte est situé au fond de la baie éponyme, au nord de l'isthme de Chignectou et à la frontière avec la Nouvelle-Écosse.
Les principaux cours d'eau sont la rivière Tidnish, qui forme la frontière, et la rivière Gaspareaux, au nord.
Le relief possède quelques collines aux pentes douces. La colline Uniacke mesure environ 65 mètres de haut.
Le principal hameau est Baie-Verte. À l'ouest se trouve Coburg et au sud Baie Verte Road (Chemin-de-Baie-Verte). À l'extrémité sud du village se trouve Halls Hill, sur la colline du même nom. À l'extrémité est du village, au bord de la Tidnish, se trouve Tidnish Bridge (Pont-de-Tidnish), qui est un village partagé en deux entre la Nouvelle-Écosse et le Nouveau-Brunswick. Il y a également un hameau au sommet de la colline Uniacke.

### Géologie
Le sous-sol de Baie-Verte est composé principalement de roches sédimentaires du groupe de Pictou datant du Pennsylvanien (entre 300 et 311 millions d'années).

## Histoire
Baie-Verte est situé dans le territoire historique des Micmacs, plus précisément dans le district de Pigtogeoag ag Epegoitnag, aussi appelé Pictou, qui comprend une bonne partie du littoral du détroit de Northumberland, y compris l'Île-du-Prince-Édouard. Ce district, tout comme celui d'Esgigeoag, était sous l'autorité d'Onamag, autrement dit de l'île du Cap-Breton, et n'avait même parfois aucun chef. La carte de Franquet de 1752 note la présence d'un village micmac. Un village micmac important existe vraisemblablement à la fin du XVIIIe siècle du côté néo-écossais, à Tidnish.
Le fort Gaspareaux est construit en 1751.
Après les Micmacs, les Acadiens fondent un village à Baie-Verte, près du fort Gaspareaux. Le village possède alors l'une des seules routes de ce qui allait devenir le Nouveau-Brunswick. Le village compte également quelques moulins, d'où le nom du ruisseau Mill. Un port permet l'expédition de la production agricole de l'isthme à destination de Québec et plus tard aussi la forteresse de Louisbourg.
En 1755, durant la bataille de Fort Beauséjour, le fort Gaspareaux est également pris.
La population acadienne fut déportée la même année, lors du raid du Capitaine Gilbert. Des colons en provenance de Sackville et du comté de Cumberland viennent ensuite s'établir à partir de 1761. Ces gens fondent ensuite les autres villages des environs, dont Port Elgin. Les Anglais tentent de reconstruire le fort mais il est finalement abandonné.
Le chemin de fer de l'embranchement du Cap-Tourmentin, renommé chemin de fer du Nouveau-Brunswick et de l'Île-du-Prince-Édouard, est construit en 1883 de Sackville à Baie-Verte, puis allongé jusqu'à Cap-Tourmentin en décembre 1886, le tout afin de transporter les passagers et les marchandises en provenance ou à destination de l'Île-du-Prince-Édouard.
Le chemin de fer du Nouveau-Brunswick et de l'Île-du-Prince-Édouard est abandonné en 1989.

## Démographie
(juillet 2016).
D'après le recensement de Statistique Canada, il y avait 387 habitants en 2006, comparativement à 413 en 2001, soit une baisse de 6,3 %. Le village compte 307 logements privés dont 161 occupés par des résidents habituels. Baie-Verte a une superficie de 35,78 km2 et une densité de population de 10,8 habitants au km² .
| 2001 | 2006 | 2011 | 2016 |
| ---- | ---- | ---- | ---- |
| 413  | 387  | 374  | 316  |

| 2021 | - | - | - |
| ---- | - | - | - |
| 421  | - | - | - |

## Économie
Entreprise Sud-Est, membre du Réseau Entreprise, a la responsabilité du développement économique.

## Administration

### Comité consultatif
En tant que district de services locaux, Baie-Verte est administré directement par le Ministère des Gouvernements locaux du Nouveau-Brunswick, secondé par un comité consultatif élu composé de cinq membres dont un président.

### Commission de services régionaux
Baie-Verte fait partie de la Région 7, une commission de services régionaux (CSR) devant commencer officiellement ses activités le 1er janvier 2013. Contrairement aux municipalités, les DSL sont représentés au conseil par un nombre de représentants proportionnel à leur population et leur assiette fiscale. Ces représentants sont élus par les présidents des DSL mais sont nommés par le gouvernement s'il n'y a pas assez de présidents en fonction. Les services obligatoirement offerts par les CSR sont l'aménagement régional, l'aménagement local dans le cas des DSL, la gestion des déchets solides, la planification des mesures d'urgence ainsi que la collaboration en matière de services de police, la planification et le partage des coûts des infrastructures régionales de sport, de loisirs et de culture; d'autres services pourraient s'ajouter à cette liste.

### Représentation et tendances politiques
Nouveau-Brunswick: Baie-Verte fait partie de la circonscription provinciale de Tantramar, qui est représentée à l'Assemblée législative du Nouveau-Brunswick par Megan Mitton, du Parti vert du Nouveau-Brunswick. Elle est élue en 2018.
 Canada: Baie-Verte fait partie de la circonscription fédérale de Beauséjour. Cette circonscription est représentée à la Chambre des communes du Canada par Dominic LeBlanc, du Parti libéral.

## Vivre à Baie-Verte
L'église St. Luke's de Baie-Verte est une église anglicane. Le bureau de poste et le détachement de la Gendarmerie royale du Canada les plus proches sont situés à Port Elgin.
Les anglophones bénéficient des quotidiens Telegraph-Journal, publié à Saint-Jean et Times & Transcript, de Moncton. Ils ont aussi accès à l'hebdomadaire Sackville Tribune-Post, de Sackville. Les francophones bénéficient quant à eux du quotidien L'Acadie nouvelle, publié à Caraquet, ainsi que l'hebdomadaire L'Étoile, de Dieppe.

## Culture

### Personnalités
- Elizabeth Carey (1835-1920), née à Baie-Verte ;
- Marilyn Trenholme Counsell (1933  - ), sénatrice, ancien lieutenant-gouverneur du Nouveau-Brunswick, née à Baie-Verte ;
- Alexander Monro (1813-1896), arpenteur, fonctionnaire, juge de paix, auteur, journaliste et éditeur, mort à Baie-Verte.

### Gastronomie
Le vignoble Winegarden Estate est ouvert au public. Le festival Winegarden y est organisé le deuxième dimanche d'août.

### Baie-Verte dans la culture
Baie-Verte est mentionné dans le recueil de poésie La terre tressée, de Claude Le Bouthillier.